# Giannino Ancillotto

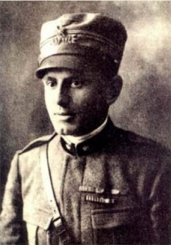
Giovanni Ancillotto (Anfang 1918)

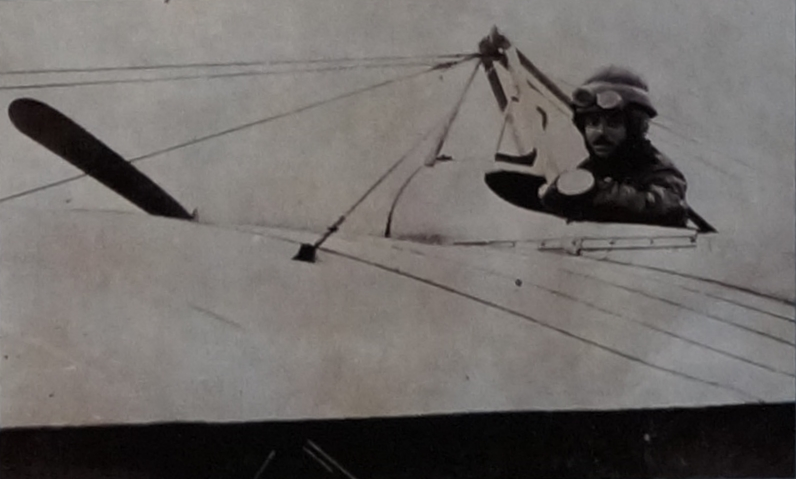
Giannino Ancillotto in der Flugschule von Cameri (Ende 1915-Anfang 1916)

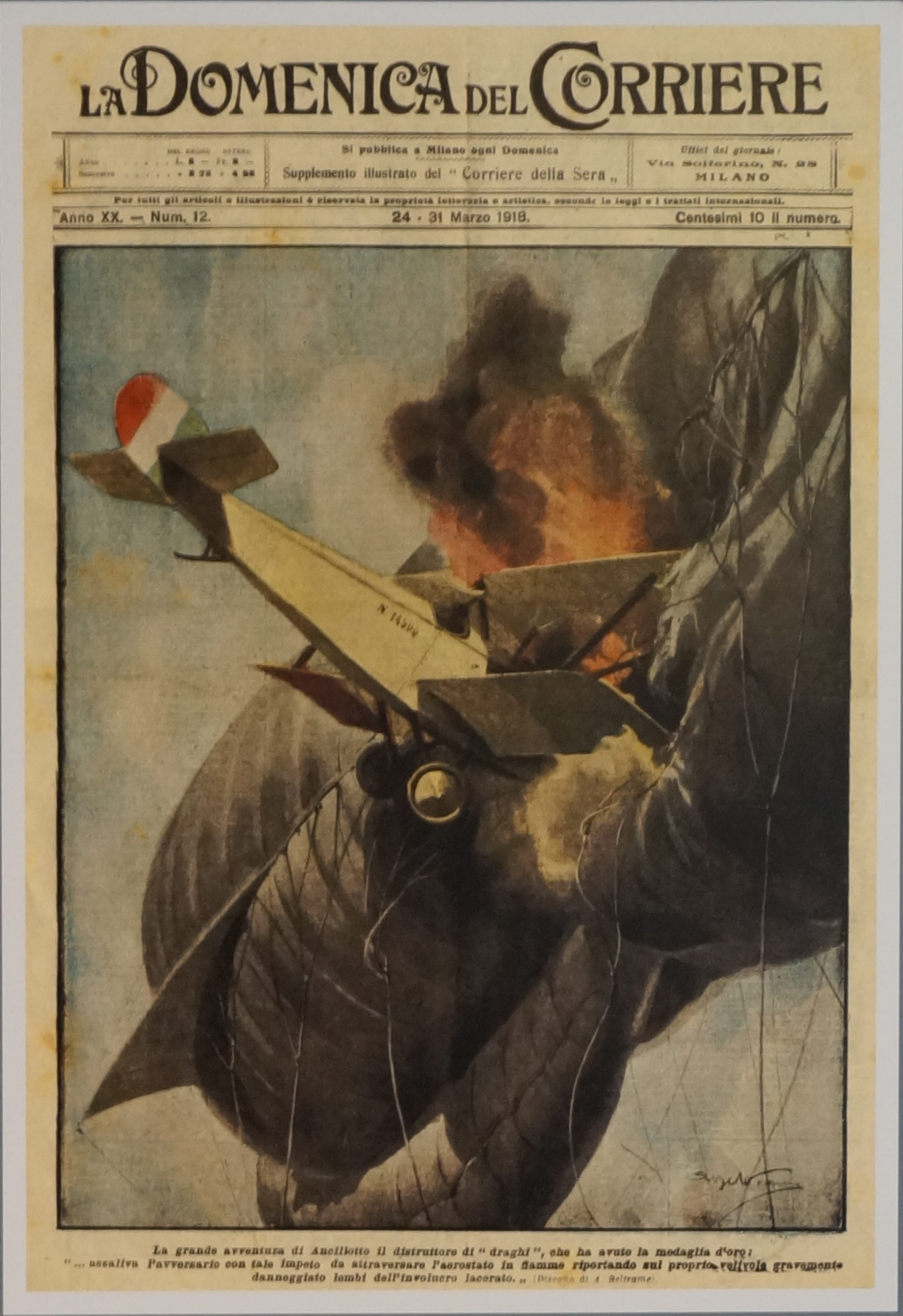
Ancillottos Zusammenstoß mit dem Fesselballon (Titelseite der Zeitschrift La Domenica del Corriere)

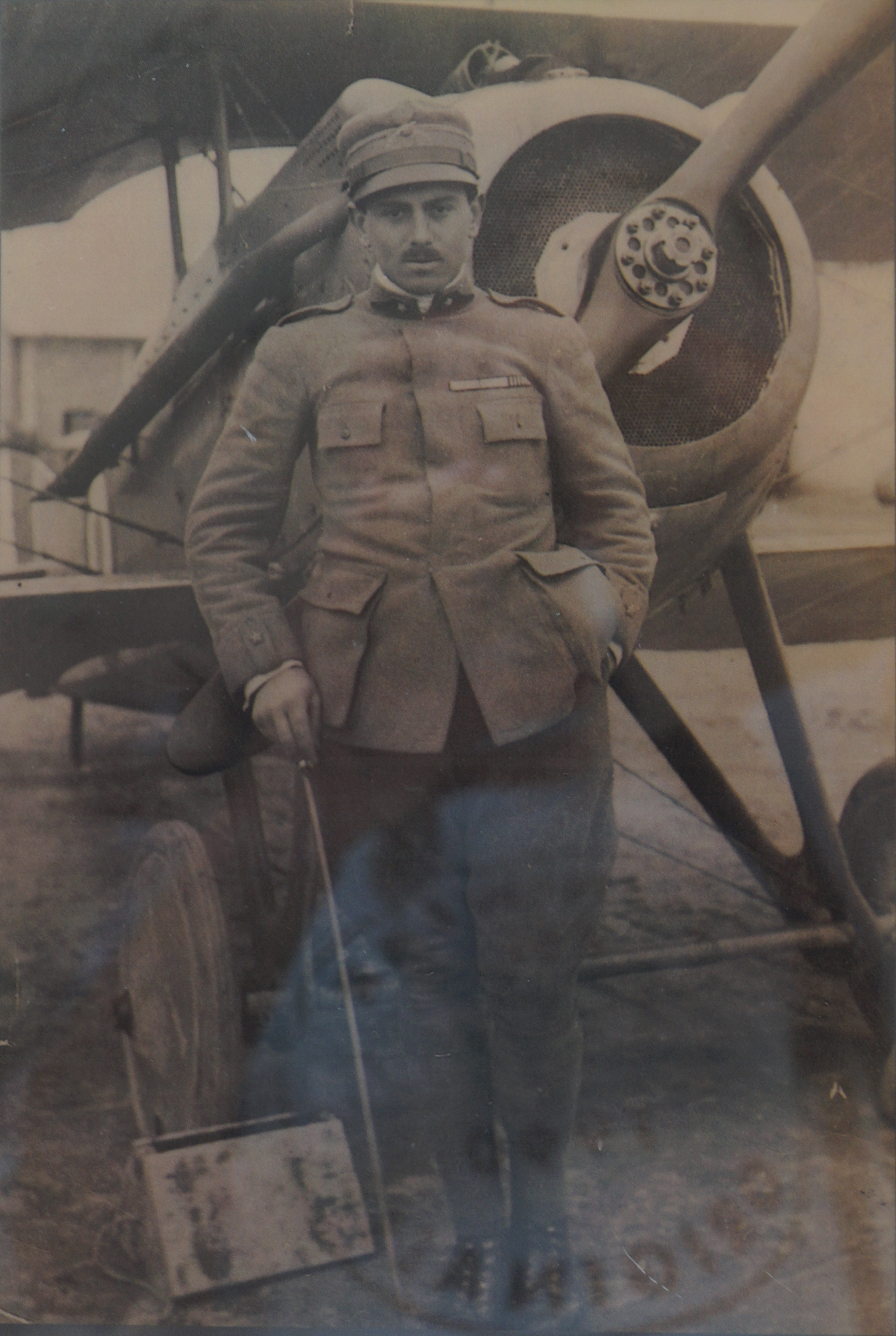
Unterleutnant Giannino Ancillotto vor seiner Nieuport 11

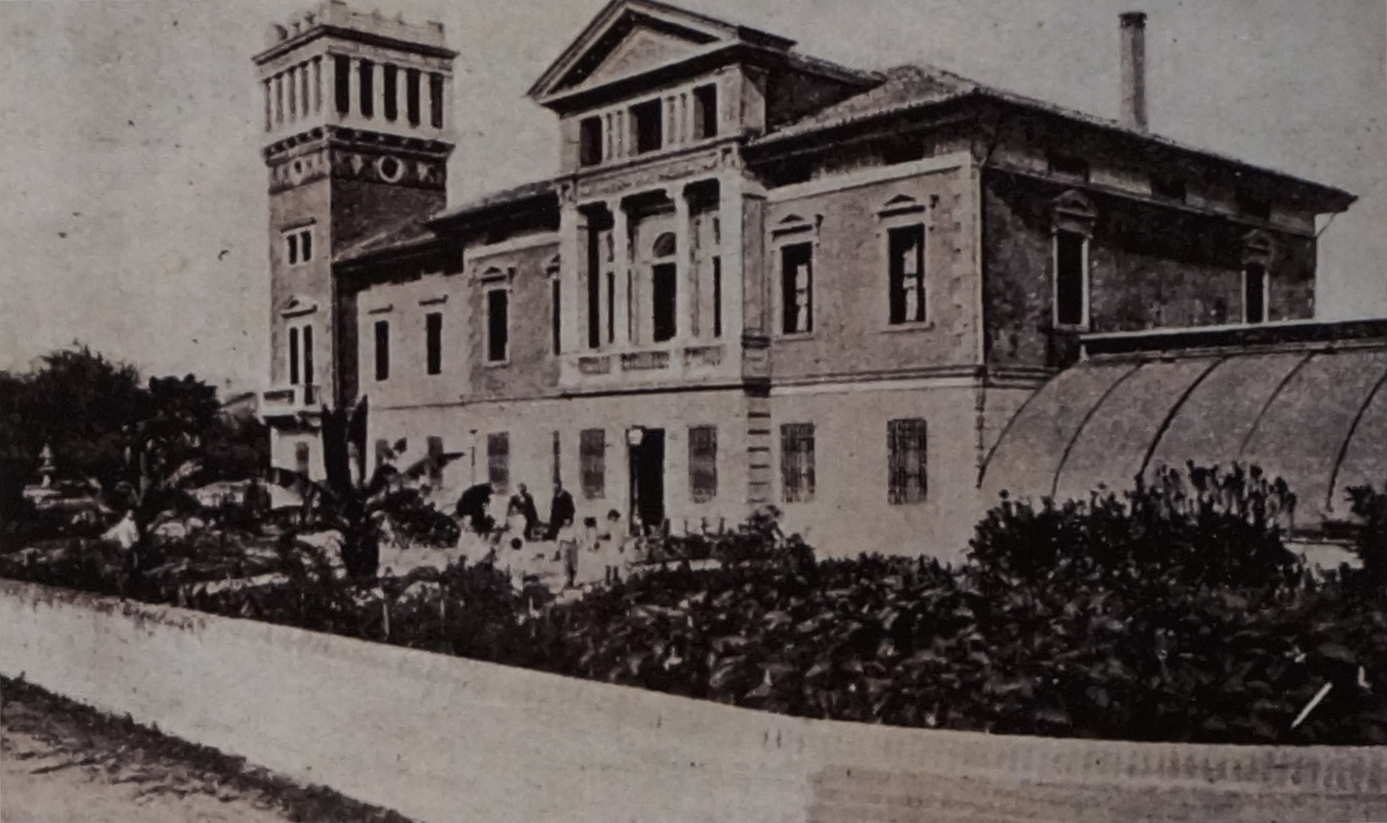
Villa Ancillotto

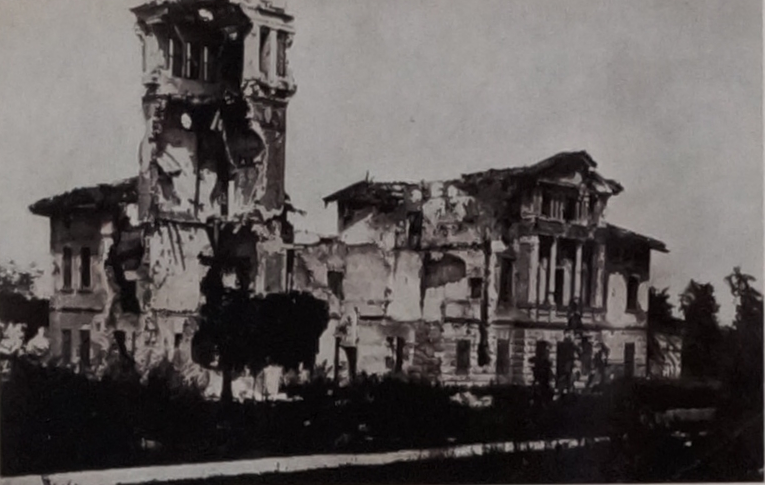
Villa Ancillotto nach dem Luftangriff

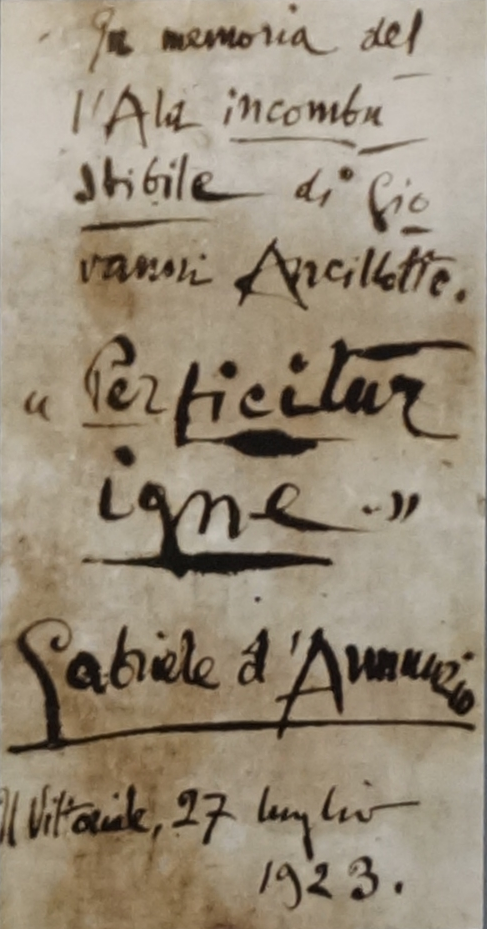
Widmung von Gabriele D’Annunzio auf einem Fetzen des Fesselballons von Rustignè

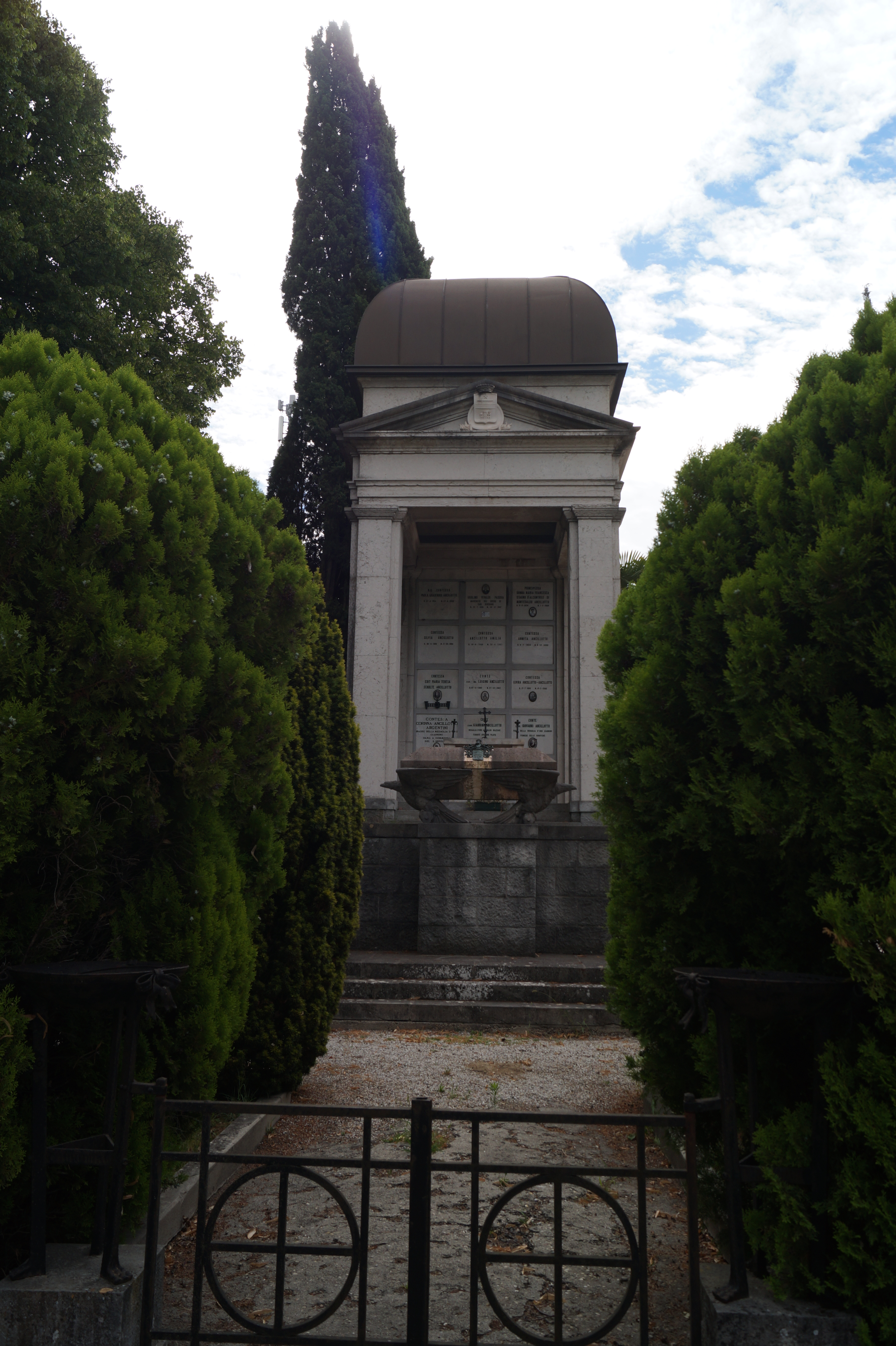
Familiengrab der Familie Ancillotto

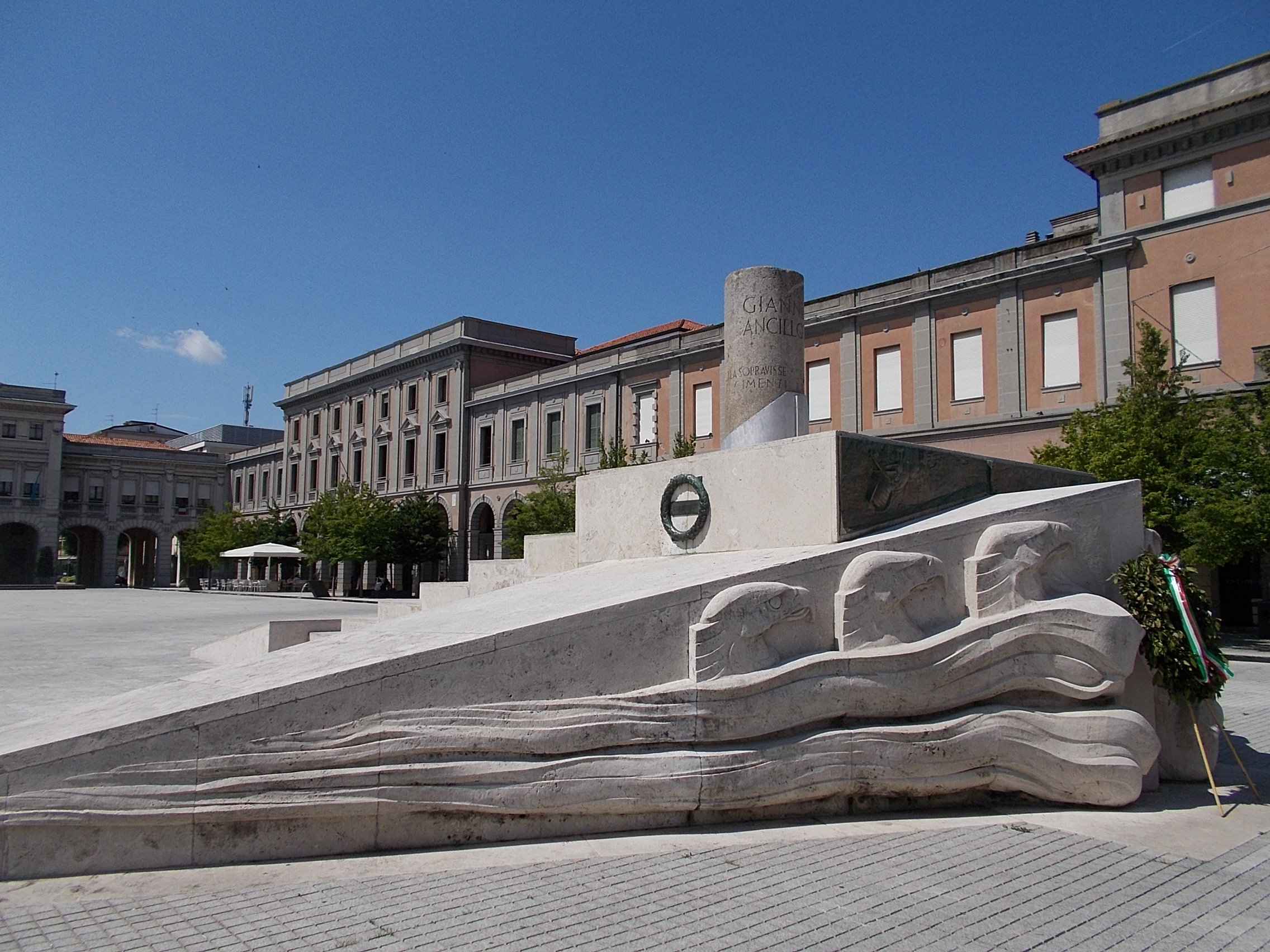
Denkmal auf dem Piazza Indipendenza in San Donà di Piave

Giannino „Nane“ Ancillotto, eigentlich Giovanni Ancillotto (* 15. November 1896 in San Donà di Piave; † 18. Oktober 1924 in Caravaggio) war ein italienischer Graf, Offizier und Jagdflieger. Der mehrfach dekorierte Jagdflieger erzielte im Ersten Weltkrieg 11 Abschüsse und wurde unter anderem mit der Tapferkeitsmedaille in Gold ausgezeichnet.

## Familie und Ausbildung
Giannino Ancillotto wurde am 15. November 1896 in San Donà di Piave geboren. Er war der Sohn des Grafen Giovanni Ancillotto und der Gräfin Corinna Ancillotto Argentini. Die wohlhabende Familie  Ancillotto hatte reichen Landbesitz und betrieb als eine der ersten die Landgewinnung durch Entwässerung des Marschlands am unteren Piave. Giannino Ancillotto interessierte sich für Maschinen und Motoren und studierte deshalb Ingenieurwissenschaften am Politecnico di Torino.

## Erster Weltkrieg
Als Ancillotto alt genug war, bewarb er sich bei der Luftwaffe auf die Pilotenausbildung. Ab dem 4. November 1915 absolvierte er als Rekrut auf dem Flugplatz Turin-Mirafiori die Grundausbildung. Danach wurde er am 5. Dezember 1915 an die Flugschule Giuseppe Gabardini in Cameri versetzt. Bis zum März 1916 zählte er zu den Klassenbesten und erhielt seinen ersten Pilotenschein. Nachdem er am 30. April den zweiten Pilotenschein erhielt, wurde im Mai die Fliegerausbildung auf den Flugfeldern von Busto Arsizio und Cascina Malpensa fortgesetzt.
Er erhielt die Fluglizenz und wurde schon am 25. Juni 1916 zur 114ª Squadriglia in den aktiven Dienst versetzt. Zunächst absolvierte er an der Kriegsfront im Trentino im Zuge der italienischen Gegenoffensive und anschließend am mittleren Isonzo Aufklärungsflüge. Am 31. August 1916 wurde er zum Korporal befördert und vom 1. Oktober bis zum 20. Dezember war er der 27ª Squadriglia unterstellt. Am 25. Dezember 1916 erfolgte seine Anerkennung als Offizieranwärter. Vom 1. Februar des folgenden Jahres bis zum 13. April diente er in der 30ª Squadriglia. Für seine Aufklärungsarbeit wurde er mit der Tapferkeitsmedaille in Silber ausgezeichnet.
Wegen seiner guten Flugkünste wurde Ancillotto zur Ausbildung auf einem Nieuport-Kampfflieger nach Pisa entsandt. Hier lernte er auch den Umgang mit dem Bordmaschinengewehr und den Le-Prieur-Raketen, die gegen Fesselballons und Luftschiffe eingesetzt wurden. Inzwischen zum Unterleutnant befördert, wurde er am 14. Juni 1917 zur 80ª Squadriglia, die in Aiello del Friuli stationiert war, versetzt. Als Teil einer Nieuport-11-Fliegerstaffel flog er während der Zwölften Isonzoschlacht Angriffe auf feindliche Stellungen. Am 26. Oktober 1917 zerstörte er zusammen mit Alvaro Leonardi ein Flugboot. Bis zum 3. November folgten drei weitere Abschüsse.
Am 10. November 1917 wurde Ancillotto zu einer anderen Fliegerstaffel, der 77ª Squadriglia, die von Marcon aus operierte, verlegt. Er zerstörte am 30. November und 3. Dezember zwei Fesselballons. Auch am 5. Dezember flog er einen weiteren Angriff auf einen Fesselballon bei Rustignè. Nachdem er die Le-Prieur-Rakete ausgelöst hatte, merkte er, dass er zu nah an den Ballon herangekommen war und nicht mehr ausweichen konnte. Er steuerte sein Flugzeug durch den wasserstoffgefüllten Fesselballon, der daraufhin explodierte. Sein Flugzeug wurde zwar beschädigt, er konnte jedoch damit zum Flughafen zurückkehren. Bei der Landung hingen noch Fetzen des Ballons am Flugzeug. Für dieses gefährliche Manöver wurde ihm am 3. März 1918 die Tapferkeitsmedaille in Gold verliehen. Zusätzlich erhielt er seine zweite Tapferkeitsmedaille in Silber. Anfang 1918 wurde er zum Leutnant befördert. Als man feststellte, dass die österreich-ungarischen Truppen ihr Hauptquartier in der Villa Ancillotto in San Donà di Piave errichtet hatten, entschloss man sich, dies zu zerstören. Giannino Ancillotto meldete sich, um dies auszuführen und so bombardierte er sein eigenes Elternhaus.
Zusammen mit Michele Allasia arbeitete Ancillotto im Februar 1918 Pläne aus, wie man nächtlichen Angriffen begegnen könne, und so gelang Ancillotto am 22. Juli 1918 der erste italienische Sieg in einem nächtlichen Luftkampf über eine Hansa-Brandenburg C.I. Der zweite Nachtsieg erfolgte nur zwei Tage später. Hierfür erhielt er die dritte Tapferkeitsmedaille in Silber. Auch am 21. August konnte er ein weiteres Flugzeug zerstören.
Am 6. September wurde er vom aktiven Dienst in das Commissariato Generale Aeronautica im Luftfahrtministerium versetzt. Bei der italienischen Schlussoffensive meldete sich Ancillotto bei seiner alten Einheit 77ª Squadriglia zurück und flog Einsätze während der Schlacht von Vittorio Veneto. Am 27. Oktober 1918 sichtete man eine englische Sopwith Camel, die von einer deutschen Pfalz D.III attackiert wurde. Man stieg sofort auf, um dem Verbündeten zu Hilfe zu eilen. Als sie in das Kampfgeschehen eingreifen konnten, kam für Lieutenant G. A. Goodman jede Hilfe zu spät. Man konnte jedoch den deutschen Kampfflieger ebenfalls eliminieren. Diesen letzten Abschuss teilte Ancillotto mit Hauptmann Filippo Serafini. Während 315 Flugeinsätzen gelangen Giannino Ancillotto 11 Abschüsse. Er belegte somit zusammen mit Antonio Reali Platz 9 der Liste der italienischen Fliegerasse.

## Liste der Abschüsse
| Nr. | Datum             | Flugzeug     | Feindliches Objekt                           | Ort                        | Anmerkung |
| --- | ----------------- | ------------ | -------------------------------------------- | -------------------------- | --- |
| 1   | 26. Oktober 1917  | Nieuport 11  | UFAG Flugboot K367 (Österreichischen Marine) | Doberdò del Lago (Gorizia) | Einjährig-Freiwillige Fliegermaat Tröber und Leutnant Obendorfer blieben unverletzt. |
| 2   | 26. Oktober 1917  | Nieuport 11  | UFAG Flugboot K212 (Österreichischen Marine) | Vallone Brestovizza        | Pilot Fregattenleutnant Maximilian Kramer von Drauberg schwer verwundet und am 2.4.1918 gestorben. Bordschütze Fliegermatrose Marcello Anasipoli schwer verwundet und am 29. Oktober 1917 gestorben. |
| 3   | 27. Oktober 1917  | Nieuport 11  | UFAG Flugboot K366 (Österreichischen Marine) | Doberdò del Lago           | Einjährig-Freiwillige Pilot Fähnerich der Reserve R. Gröger und Bordschütze Maschinenwärter A. Mericka vermisst.                                                                                     |
| 4   | 3. November 1917  | Nieuport 11  | deutsche DFW C.V                             | Oderzo                     | |
| 5   | 30. November 1917 | Nieuport 11  | Drachenballon B. K. 13 (Ballonkompanie)      | Fossalta di Piave          | |
| 6   | 3. Dezember 1917  | Nieuport 11  | Drachenballon B. K. 10                       | San Polo di Piave          | |
| 7   | 5. Dezember 1917  | Nieuport 11  | Drachenballon B. K. 2                        | Rustignè                   | |
| 8   | 22. Juli 1918     | Hanriot HD.1 | Hansa-Brandenburg C.I, Fliegerkompanie 101/G | Sant’Elena                 | |
| 9   | 24. Juli 1918     | Hanriot HD.1 | Hansa-Brandenburg C.I, Fliegerkompanie 101/G | Trepalade                  | |
| 10  | 21. August 1918   | Hanriot HD.1 | Hansa-Brandenburg C.I, Fliegerkompanie 19/D  | Ponte di Piave             | |
| 11  | 27. Oktober 1918  |              | Pfalz D.III                                  | San Fior                   | |

## Nachkriegszeit
Nach dem Krieg schied Giannino Ancillotto aus dem aktiven Militärdienst aus. Die Militärflugzeuge vom Typ Ansaldo S.V.A. wurden nun für die zivile Kommunikation eingesetzt.  Ancillotto flog am 19. März 1919 als erster Nonstop die Route von Rom nach Triest.
Man startete ein Programm, um international Werbung für italienische Flugzeuge zu machen. Im Zuge dessen entsandte man Ancillotto mit einer Depesche der italienischen Regierung an den Ministerpräsidenten Ignacy Jan Paderewski der wiedergegründeten Zweiten Polnischen Republik. Er startete am 11. September 1919 mit einer Ansaldo S.V.A. 5 auf dem Militärflugplatz Rom-Centocelle und erreichte nach einem Nonstopflug von 7 h das etwa 1300 km entfernte Warschau. Daraufhin bestellten die Luftstreitkräfte der Republik Polen 75 Flugzeuge bei Ansaldo.
Um weiter italienische Flugzeuge zu bewerben, veranstaltete man 1920 einen 17.315 km langen Flugmarathon von Rom nach Tokio. Hierbei setzte man verschiedene Flugzeugtypen ein. Ancillotto sollte mit einer Ansaldo S.V.A. teilnehmen; er beteiligte sich jedoch am 12. September 1919 mit Gabriele D’Annunzio bei der Besetzung von Rijeka und blieb dort über ein Jahr. Erst im Jahre 1921 ging er auf Werbetour für Ansaldo. Am 2. Mai flog er in Peru von Lima nach Cerro de Pasco. Hierbei überquerte er den Andenkamm mit dem 5361 m hohen Monte Meiggs. Mit seiner Landung in 4330 m Höhe setzte er einen neuen Rekord. In Peru wurde Ancillotto als „Titan der Lüfte“ (span. Titan de los aires) bezeichnet und als Nationalheld gefeiert.
1923 erhielt Ancillotto den Auftrag, den Süden Somalias in der Gegend um Huddur zu erkunden. In zahlreichen Flügen versuchte er, Routen zwischen den ostafrikanischen Zentren aus der Luft zu erspähen.

## Tod
1924 hatte Giannino Ancillotto sein Studium, das er bei Kriegsbeginn abgebrochen hatte, wieder aufgenommen und so befand er sich in Turin, als die Nachricht über die feierliche Verleihung der Tapferkeitsmedaille in Gold zuhause eintraf. Um Vorbereitungen zu treffen, fuhr er am 17. Oktober 1924 mit seinem Alfa Romeo nach San Donà di Piave. In der Nacht vom 17. zum 18. Oktober kam er in Caravaggio in einer Kurve von der Straße ab. Erst am nächsten Morgen fand ein Passant Giannino Ancillotto leblos am Straßenrand. Bei seiner Beerdigung hielt Antonio Locatelli, ein anderer Träger der Goldmedaille, die Grabrede. Er wurde zunächst im Familiengrab der Familie De Faveri auf dem alten Friedhof von San Donà di Piave beigesetzt. Am 16. Oktober 1938 wurden seine sterblichen Überreste in das Familiengrab der Familie Ancillotto auf dem neuen Friedhof, der 1927 eröffnet worden war, überführt. Der Sarg wurde auf einer Lafette zum Friedhof transportiert und dann von acht hochrangigen Luftwaffenoffizieren zum Grab getragen und von neun Goldmedaillenträgern eskortiert.

## Ehrungen
Eine Illustration Ancillottos Zusammenstoßes mit dem Drachenballon wurde auf der Titelseite der Zeitschrift La Domenica del Corriere der Ausgabe vom 24. bis 31. März 1918 abgebildet. Gabriele D’Annunzio schrieb ihm am 27. Juli 1923 folgende Widmung: Für den feuerfesten Flügel des Giovanni Ancillotto. Er wurde durch Feuer perfektioniert auf einen Fetzen des Drachenballons von Rustignè. Auf dem Piazza Indipendenza wurde am 1. November 1931 ein von dem italienischen Architekt Pietro Lombardi entworfenes Denkmal für Ancillotto eingeweiht. Am 23. Oktober 1935 wurde der Flughafen Treviso als Flughafen Giannino Ancillotto für den kommerziellen Verkehr freigegeben. Nach Ancillotto wurden eine Straße und eine Schule in San Donà di Piave und ein Platz in Treviso benannt. Die Dauerausstellung zum Ersten Weltkrieg im Museo della Bonifica befasst sich auch mit dem berühmten Fliegerass.

### Medaillen
- Tapferkeitsmedaille in Gold
- 3 × Tapferkeitsmedaille in Silber
- Kriegsverdienstkreuz
- Ritter des Orden der Krone von Italien
- Gedenkkreuz der 3. Armee
- Ritter des Kronenorden
- Gedenkmedaille der Rijeka-Expedition
- Erinnerungsmedaille an den italienisch-österreichischen Krieg
- Gedenkmedaille zur Einheit Italiens
- Verdienstmedaille für die Freiwilligen des italienisch-österreichischen Krieges 1915–1918